# Floris Zwakke
Floris Eugène Zwakke (Paramaribo, 24 augustus 1901 – 27 april 1972) was een Surinaams vakbondsbestuurder en politicus van de Nationale Partij Suriname (NPS).
Hij bezocht de Willemschool en ging vervolgens als leerlingmonteur werken bij het emplacement Beekhuizen. Nadat hij in 1925 z'n rijbewijs had gehaald ging hij werken bij een garage. Daarna was hij nog onder andere werkzaam bij de Curaçaosche Handel-Maatschappij (CHM). Tijdens de Tweede Wereldoorlog was hij onderofficier bij de Stads- en Landwacht. Na van 1945 tot 1947 in Aruba te zijn geweest keerde hij terug naar Suriname waar hij tot 1956 zou werken bij CHM. Vanaf 1948 was hij bestuurslid van de NPS. Vanaf 1953 was hij bovendien de secretaris van de Surinaamse Werknemers Moederbond; een door de NPS'er Pengel opgerichte vakbond. Bij de verkiezingen van 1963 was hij aanvankelijk niet verkozen maar omdat enkele NPS-Statenleden opstapten omdat ze minister werden in het eerste kabinet Pengel werd Zwakke kort daarop alsnog lid van de Staten van Suriname. Na de verkiezingen vier jaar later werd hij opnieuw pas Statenlid nadat partijgenoten die wel verkozen waren minister werden. Hij zou tot 1969 lid blijven van de Staten van Suriname.
Zwakke overleed in 1972 op 70-jarige leeftijd.